# Alex Cox
Pour les articles homonymes, voir Cox.
Alex Cox, né le 15 décembre 1954 à Liverpool, est un acteur, réalisateur et scénariste britannique.

## Biographie
Cox est né à Bebington, Cheshire, Angleterre en 1954. Il a fréquenté le Worcester College d'Oxford, puis a été transféré à l' Université de Bristol où il s'est spécialisé en études cinématographiques.

## Filmographie
(août 2019).
 Sauf indication contraire, les informations mentionnées dans cette section peuvent être confirmées par la base de données cinématographiques IMDb,  présente dans la section « Liens externes ».

### Acteur

#### Cinéma

##### Longs métrages
- 1984 : La Mort en prime (Repo Man) de lui-même : Un homme à la station de lavage
- 1984 : Angoisses (Scarred) de Rosemarie Turko : Un homme
- 1991 : Highway Patrolman (El Patrullero) de lui-même : Un homme
- 1994 : Floundering de Peter McCarthy : Un photographe
- 1994 : Dead Beat d'Adam Dubov : Le prof d'anglais
- 1994 : La Reine de la nuit (La Reina de la noche) d'Arturo Ripstein : Klaus Eder
- 1996 : Les Flambeurs (The Winner) de lui-même : Gaston
- 1997 : Perdita Durango d'Álex de la Iglesia : Doyle
- 1998 : Three Businessmen de lui-même : Frank King
- 1999 : Todo el poder de Fernando Sariñana : Un policier
- 1999 : La Ley de Herodes de Luis Estrada : Un homme
- 2002 : Revengers Tragedy de lui-même : Le chauffeur de Duke
- 2003 : Dominator de Tony Luke : Le prêtre (voix)
- 2004 : Rosuto (star) mai wei de Takeshi Furusawa : Le DJ de la radio
- 2005 : Rosario (Rosario Tijeras) d'Emilio Maille : Donovan
- 2006 : Un Mundo maravilloso de Luis Estrada : Le maître de cérémonie
- 2007 : Searchers 2.0 de lui-même : Un entrepreneur
- 2008 : Crimes à Oxford (The Oxford Murders) d'Álex de la Iglesia : Kalman
- 2009 : Repo Chick de lui-même : Le professeur
- 2017 : Tombstone Rashomon de lui-même : Un homme jouant Hamlet
- 2017 : The Curse of the Dragon Sword de Jason Phelps : Blacksmith
- 2021 : Mad God de Phil Tippett : Un homme
- 2022 : Quantum Cowboys de Geoff Marslett : Frère John Kino

##### Courts métrages
- 1980 : Sleep Is for Sissies de lui-même : Roy Rawlings
- 2002 : The Complaint de James Marquand : Dr Fanshaw
- 2004 : I'm a Juvenile Delinquent, Jail Me! de lui-même : Un médecin
- 2015 : Moon Studios de Merritt Crocker : Le Colonel

#### Télévision

##### Séries télévisées
- 1992 : Cuentos de Borges : Commandant Borges
- 2018 - 2022 : Un extraño enemigo : Winston Scott

##### Téléfilm
- 2000 : John Lennon: Les débuts d'une histoire (In His Life: The John Lennon Story) de David Carson : Bruno

### Réalisateur

#### Cinéma
- 1980 : Sleep Is for Sissies (court métrage)
- 1984 : La Mort en prime (Repo Man)
- 1986 : Sid and Nancy
- 1987 : Straight to Hell
- 1987 : Walker
- 1991 : Highway Patrolman (El Patrullero)
- 1992 : Death and the Compass
- 1996 : The Winner
- 1998 : Three Businessmen
- 2002 : Revengers Tragedy
- 2004 : I'm a Juvenile Delinquent, Jail Me! (court métrage)
- 2007 : Searchers 2.0
- 2009 : Repo Chick
- 2012 : Scene Missing (documentaire)
- 2014 : Bill the Galactic Hero (co-réalisé avec Danny Beard, Merritt Crocker, Amanda Gostomski, Alicia Ramírez, Raziel Scher et Jordan Thompson)
- 2017 : Tombstone Rashomon
- 2023 : Eventos en el campo (court métrage)

#### Séries télévisées
- 1992 : 24 Heures pour survivre (Screenplay) (saison 7, épisode 6)
- 1992 : Cuentos de Borges (saison 1, épisode 6)
- 2002 : Shiritsu tantei Hama Maiku (saison 1, épisode 11)

#### Téléfilms
- 1990 : Red Hot and Blue (segment Well Did You, Evah!)
- 1999 : Kurosawa: The Last Emperor (documentaire)
- 2000 : A Hard Look (documentaire)

### Scénariste
- 1980 : Sleep Is for Sissies (court métrage)
- 1984 : La Mort en prime (Repo Man)
- 1986 : Sid and Nancy
- 1987 : Straight to Hell
- 1992 : Cuentos de Borges (saison 1, épisode 6)
- 1998 : Las Vegas Parano (Fear and Loathing in Las Vegas) de Terry Gilliam
- 2000 : A Hard Look (documentaire)
- 2002 : Shiritsu tantei Hama Maiku (saison 1, épisode 11)
- 2007 : Searchers 2.0
- 2012 : Scene Missing (documentaire)
- 2014 : Bill the Galactic Hero
- 2017 : Tombstone Rashomon
- 2023 : Eventos En El Campo (court métrage)

### Producteur
- 1982 : The Strange Case of Mr. Donnybrook's Boredom de David Silverman (court métrage)
- 1987 : England's Glory de Martin Turner (court métrage)
- 2009 : Repo Chick
- 2017 : Tombstone Rashomon
- 2017 : The Curse of the Dragon Sword de Jason Phelps

## Publications
- 10,000 Ways to Die: A Director's Take on the Spaghetti Western (2008)
  - Traduction française : 10 000 façons de mourir : Point de vue d'un cinéaste sur le western italien, traduction d'Alexandre Prouvèze, éd. Carlotta Films, 2021
- X Films: True Confessions of a Radical Filmmaker (2008)
- Waldo's Hawaiian Holiday (2008)
- Three Dead Princes (2010) - illustrateur
- The President and the Provocateur: The Parallel Lives of JFK and Lee Harvey Oswald (2013)
- Alex Cox's Introduction to Film: A Director's Perspective (2016)
- I Am (Not) A Number: Decoding The Prisoner (2017)